# Comunidad de propietarios
Una comunidad de propietarios es una entidad jurídica compuesta por el total de propietarios de las viviendas, plazas de aparcamiento y en ocasiones, locales comerciales de un mismo edificio, y que se rige por las normas aplicables y por los estatutos por ellos acordados. Si bien no es una persona jurídica independiente, conserva muchas de sus características, lo cual la convierte en una figura híbrida, con capacidad para realizar ciertos negocios jurídicos.
El fin de las también denominadas comunidades de vecinos, es decidir sobre los asuntos que atañen al edificio común a todos los propietarios.

## Regulación por país

### España
Las Comunidades de Propietarios en España se rigen mayoritariamente por la Ley de Propiedad Horizontal, excepto en Cataluña, donde la Ley aplicable es el Código civil de Cataluña. Estas Leyes regulan la utilización de espacios y servicios comunes del inmueble. Además de las citadas Leyes, están los estatutos de carácter interno redactados por la propia Comunidad de Propietarios que regulan la organización y normas menores para los propietarios e inquilinos. En muchos casos sirven para fijar criterios en situaciones de conflicto de intereses de los propios vecinos.
Reglas Básicas y principios de interés para propietarios en la Comunidad de Vecinos
- Los propietarios de un edificio están obligados a representar a su comunidad como presidentes o secretarios. Las Comunidades pueden establecer criterios a través de los estatutos de la comunidad (por ubicación, por antigüedad, por turnos) para regular la rotación de los cargos.
- Todo propietario debe contribuir a los gastos de la comunidad con arreglo a su coeficiente de participación, fijado en las escrituras de división horizontal. Tanto por los estatutos de la comunidad de propietarios como por acuerdo unánime de todos los integrantes de la misma, podrá establecerse una forma diferente de contribución para determinados gastos.
- La Junta de propietarios se reunirá, por lo menos, una vez al año para aprobar los presupuestos y cuentas y en las demás ocasiones que lo considere conveniente el presidente o lo pidan la cuarta parte de los propietarios, o un número de éstos que representen, al menos, el 25 por 100 de las cuotas de participación.
- El comprador de una vivienda de segunda mano deberá asumir las deudas y cuentas pendientes del año corriente y del año anterior del antiguo propietario (por esto es útil que el comprador solicite información sobre el estado de las cuentas del vendedor con la comunidad). No obstante, el vendedor deberá aportar en el momento de la transmisión un certificado de deudas con la comunidad, salvo que fuese expresamente exonerado de esta obligación por el adquiriente.
- Todos los propietarios deberán permitir la entrada a su vivienda y crear las servidumbres necesarias a los operarios de la comunidad para hacer reparaciones y obras necesarias en los elementos comunes.
- Las zonas comunes son propiedad de todos los propietarios, por lo que no deberá ser ocupada por ningún objeto, ni acaparada para ningún fin que impida el uso de dichas zonas por los demás vecinos.
- No se permitirá ninguna actividad que cause un ruido considerable por la noche. La hora depende de los estatutos de la comunidad o la normativa local, siendo lo más común a partir de las 22h.